# Division No 12 (Manitoba)
Pour les articles homonymes, voir Division No 12.
La division No 12 est une des divisions de recensement du Manitoba (Canada).

## Liste des municipalités

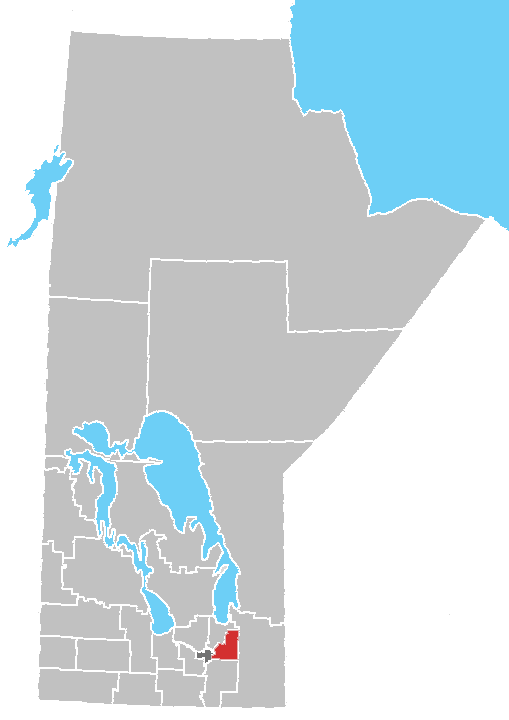
Localisation de la Division No 10

Municipalité rurale
- Brokenhead (en)
- Springfield

Ville (Town)
- Beauséjour